# Suusaaret (ö i Norra Karelen)
Suusaaret är en ögrupp i Finland. Den ligger i sjön Pielisjärvi och i kommunen Nurmes i den ekonomiska regionen  Pielinen-Karelen  och landskapet Norra Karelen, i den centrala delen av landet, 400 km nordost om huvudstaden Helsingfors. Ögruppens öar är åtminstone Suurin Suusaari, Likosaari, Piipponen och Sianleuka.

## Klimat
Trakten ingår i den boreala klimatzonen. Årsmedeltemperaturen i trakten är −1 °C. Den varmaste månaden är augusti, då medeltemperaturen är 16 °C, och den kallaste är november, med −7 °C.